# ایکاوا، اکیتا
ایکاوا، اکیتا (به لاتین: Aikawa, Akita) یک منطقهٔ مسکونی در ژاپن است که در ناحیه توهوکو واقع شده‌است.

## خصوصیات
ایکاوا ۷٬۵۵۰ نفر جمعیت دارد.